# Saint-Mayeux
Saint-Mayeux is een gemeente in het Franse departement Côtes-d'Armor (regio Bretagne) en telt 484 inwoners (1999). De plaats maakt deel uit van het arrondissement Saint-Brieuc.

## Geografie
De oppervlakte van Saint-Mayeux bedraagt 29,9 km², de bevolkingsdichtheid is 16,2 inwoners per km².
De onderstaande kaart toont de ligging van Saint-Mayeux met de belangrijkste infrastructuur en aangrenzende gemeenten.

## Demografie
Onderstaande figuur toont het verloop van het inwonertal (bron: INSEE-tellingen).

1. ↑  Populations de référence 2022.